# Карл Датский (1680—1729)
Карл Датский (26 октября 1680, Копенгаген — 8 июня 1729, Vemmetofte Convent, Факсе) — принц датский и норвежский, четвертый сын короля Дании Кристиана V и его супруги королевы Шарлотты Амалии Гессен-Кассельской. Младший брат короля Фредерика IV.

## Биография

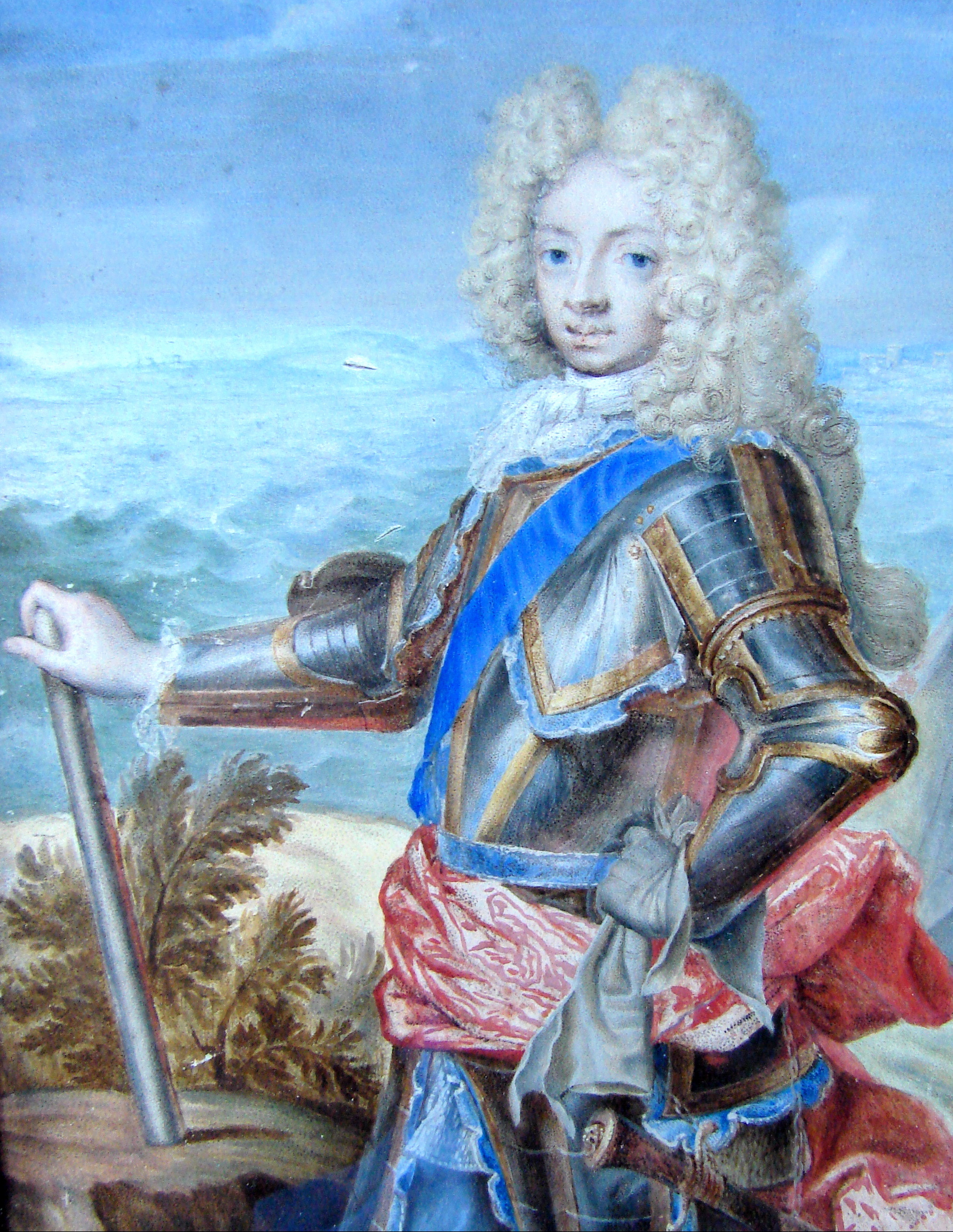
Портрет юного Карла Датского

Воспитывался под надзором государственного министра и обергофмейстера Иоганна Георга фон Гольштейна и Кристиана Зигфрида фон Плессена.
С детства был болезненным ребёнком. В 1696—1699 годах совершил зарубежную поездку. Он и его спутник, Карл Адольф фон Плессен, были проинструктированы избегать, насколько это возможно, европейских столиц, где пребывание не могло принести пользу ни его учёбе, ни его религиозности, а также встреч с придворными лицами. Длительное время принц провёл в Монпелье, затем отправился в Италию. В апреле 1699 года вернулся в Данию, незадолго до того, как умер Кристиан V, и его старший брат взошёл на трон.
В 1697 года Дания планировала заключить союз со Швецией путём двойной женитьбы. Шведский король Карл XII должен жениться на принцессе Софии Гедвиге Датской, а принц Карл — на принцессе Гедвиге Софии Шведской.
Переговоры о помолвке с принцем Карлом также не удались. Дания и Швеция с 1700 года участвовали в Великой Северной войне, как враги.
Карл Датский никогда не был женат и не имел детей, а также никогда не занимался какой-либо политической деятельностью. Вместо этого он вёл замкнутую жизнь в своих имениях, в том числе, дворце Шарлоттенборг в Копенгагене, унаследованном после смерти матери.
Находился под влиянием пиетизма, тем не менее, также занимался алхимией.